# Jean-Baptiste Fleurye
Jean-Baptiste Fleurye est un homme politique français né le 26 mai 1734 à Saint-Romain-de-Colbosc (Seine-Maritime) et décédé le 13 septembre 1804 à Montivilliers (Seine-Maritime).
Procureur du roi du bailliage de Montivilliers, il est député du tiers état aux états généraux de 1789 pour le bailliage de Caux, siégeant dans la majorité. Il est ensuite juge de paix à Montivilliers.

## Sources
- « Jean-Baptiste Fleurye », dans Adolphe Robert et Gaston Cougny, Dictionnaire des parlementaires français, Edgar Bourloton, 1889-1891 [détail de l’édition]